# 朝鮮白瓷
朝鮮白瓷（韩语：／），是朝鲜王朝（1392-1910）時代主要生產、流行的瓷器種類。除了素紋以外，可見陽刻、陰刻、透雕等技法。另外，朝鮮白瓷以釉下彩為主，可分為青花、鐵砂、辰砂（酸化銅）等類別。朝鮮時代可謂之白瓷的時代。

## 高麗復興：粉青沙器

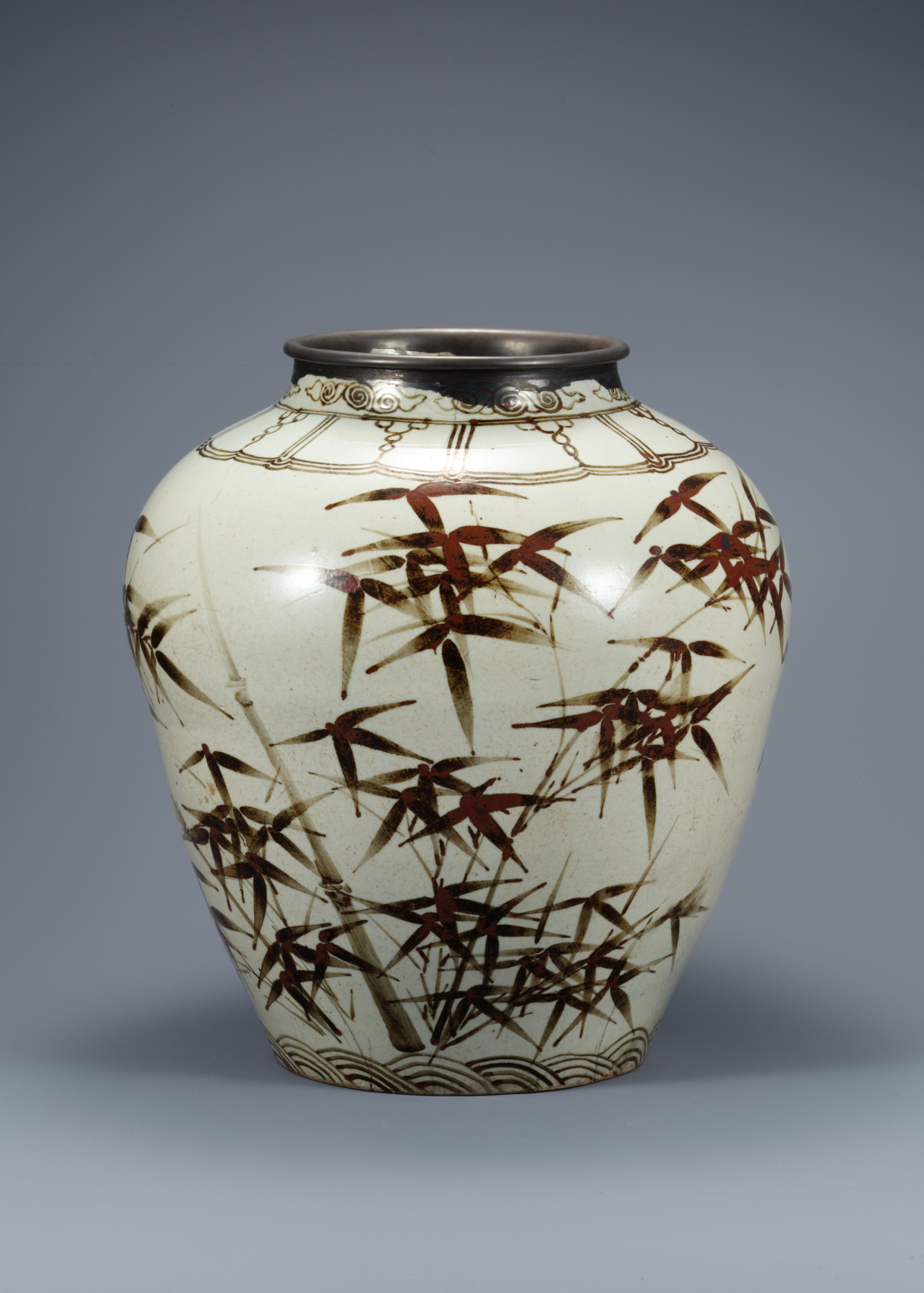
铁画白瓷梅竹纹壶，韩国国宝166号

粉青沙器，普遍被認為高麗青瓷的延續，為朝鮮王朝初期具有地域特徵的過渡性產品。胎土原料與高麗青瓷相同，但是多上一層白色化妝土，再施青釉；加上粉青窯皆未直接受到官窯管理，於紋樣的選題更為自由。這樣的差異，使粉青沙器在技法運用上比高麗青瓷更多變化。
壬辰倭亂(1592-1597)時，豐臣秀吉(1536-1598)入侵朝鮮，將很多燒造粉青沙器的陶工擄至日本肥前地區，促成了日本最早的瓷器燒造，也間接參與了粉青沙器的沒落。
十六世紀後，粉青沙器已經難見其蹤。

## 朝鮮白瓷發展
朝鮮王朝(1392-1910)崇尚儒教，以朱子學為盛。從出土的器物可發現不少明代的白瓷或是青花瓷，可見中國的硬質白瓷已傳入朝鮮，技術層面也多有交流。當時兩班階層（士大夫）常以簡樸清淨為生活的最高德行，大多偏愛白色。可推測白瓷的流行，大大反應了兩班階層的喜好。又，明朝向朝鮮索要的貢品包括大量金銀。故白瓷逐漸替代銀器作為王室、官府用的器皿，可能也和金屬原料的不足有關。

### 十五世紀

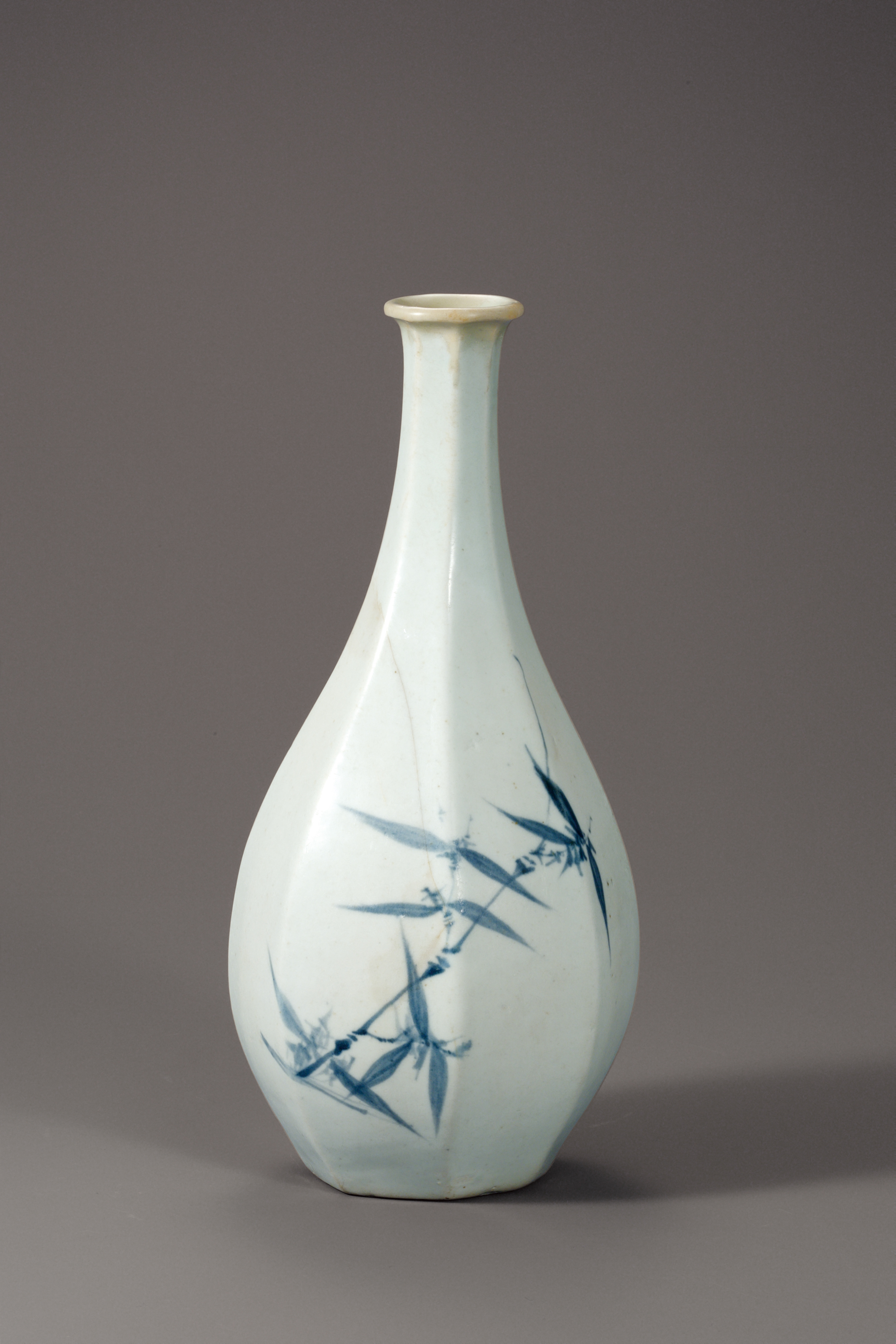
朝鲜青花白瓷兰竹纹角瓶

前半期主要生產以象嵌及印花為技法的粉青瓷，是從高麗後期象嵌青瓷演變而來，而白瓷只在少數地區（廣州、高靈）生產，透過貢物制或進上制，繳納予中央。數量仍少，所以十五世紀前半關於白瓷的資料並不多。然當官需增大，地方生產的陶瓷供不應求。地方窯便逐漸被廢棄、整併，由官府自行生產，也確立廣州作為官窯的地位。砂器匠集中於京畿道廣州生產陶瓷，由司饔院的支署「分院」監督。簡言之，十五世紀後半白瓷開始集中生產，供王公貴族使用為主；轉為民用器皿的粉青沙器，則廣而流傳。
廣州的白瓷窯址眾多，其中最古老的位在退村面牛山里和中部面樊川里，其次是推村面道馬里、草月面武甲里、中部面梧里。此時期以細沙支撐放進匣缽中燒製，釉色多呈雪白，修飾精巧。出土的陶片上多刻有「天」、「地」、「玄」、「黃」等字樣，判斷這些銘文的陶片生產時間在1470年到1550年之間。現今推測，這些銘文為區分不同瓷器之用。
朝鮮時代與明朝交流頻繁，為明朝的藩屬國之一。中國的青花瓷透過使節等途徑傳入，影響了朝鮮的青花白瓷發展。起初，朝鮮生產青花白瓷的鈷料得從中國進口。但因越來越難取得，遂致力於國產彩料土青的開發。前期以模仿中國青花為主，但逐漸發展出自己的風格，主要表現為：留白較多、較寫意的紋飾。

### 十六世紀

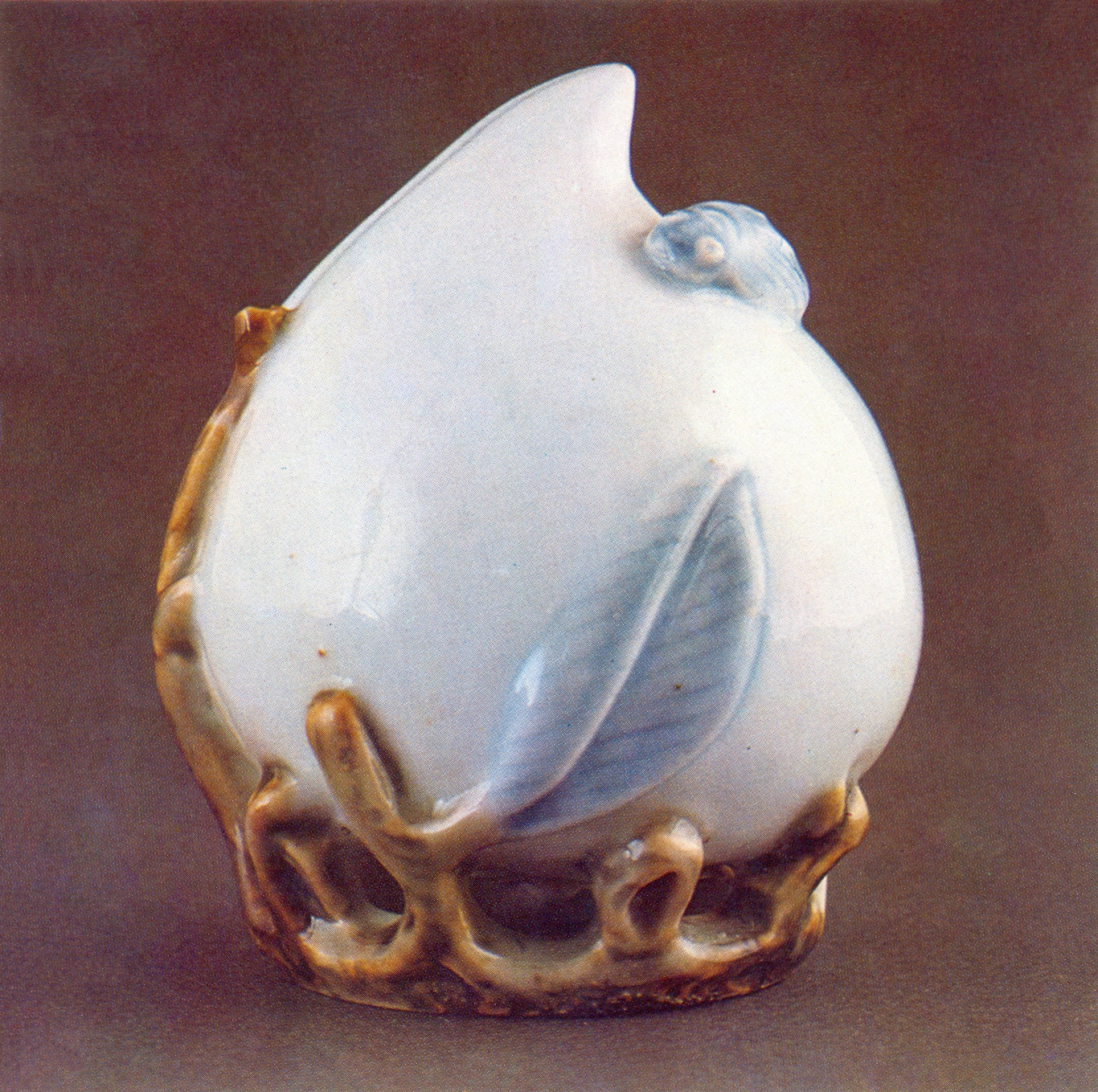
朝鲜白瓷寿桃

十五世紀末開始，白瓷和青花白瓷的生產，在廣州官窯的帶領下變得活躍。位於退村面觀音里、亭支里的窯址，被認為是此十五世紀過渡至十七世紀的代表性窯址。品質與前期並無太大差異，但是從器型可以看出不同，例如鍔緣皿的高度增加、器壁增厚。但最主要的差異在於圈足內的陰刻銘文不再出現天地玄黃，而是「左」、「右」、「別」，推測是為了區分監管生產工作的官吏。
前半期的作品燒製時在足部墊細沙，內底通常寬平且帶圓刻，釉色為淡青白色，造型大都較為豐滿；後半期用細沙和瓷質支釘來墊燒，釉色以灰白色和淡青色為主，足部呈凹足、竹節足等形狀。此時亦有生產用墊粗砂燒製而成的粗質白瓷，促進白瓷的普及化，也導致粉青瓷的衰落。

### 十七世紀

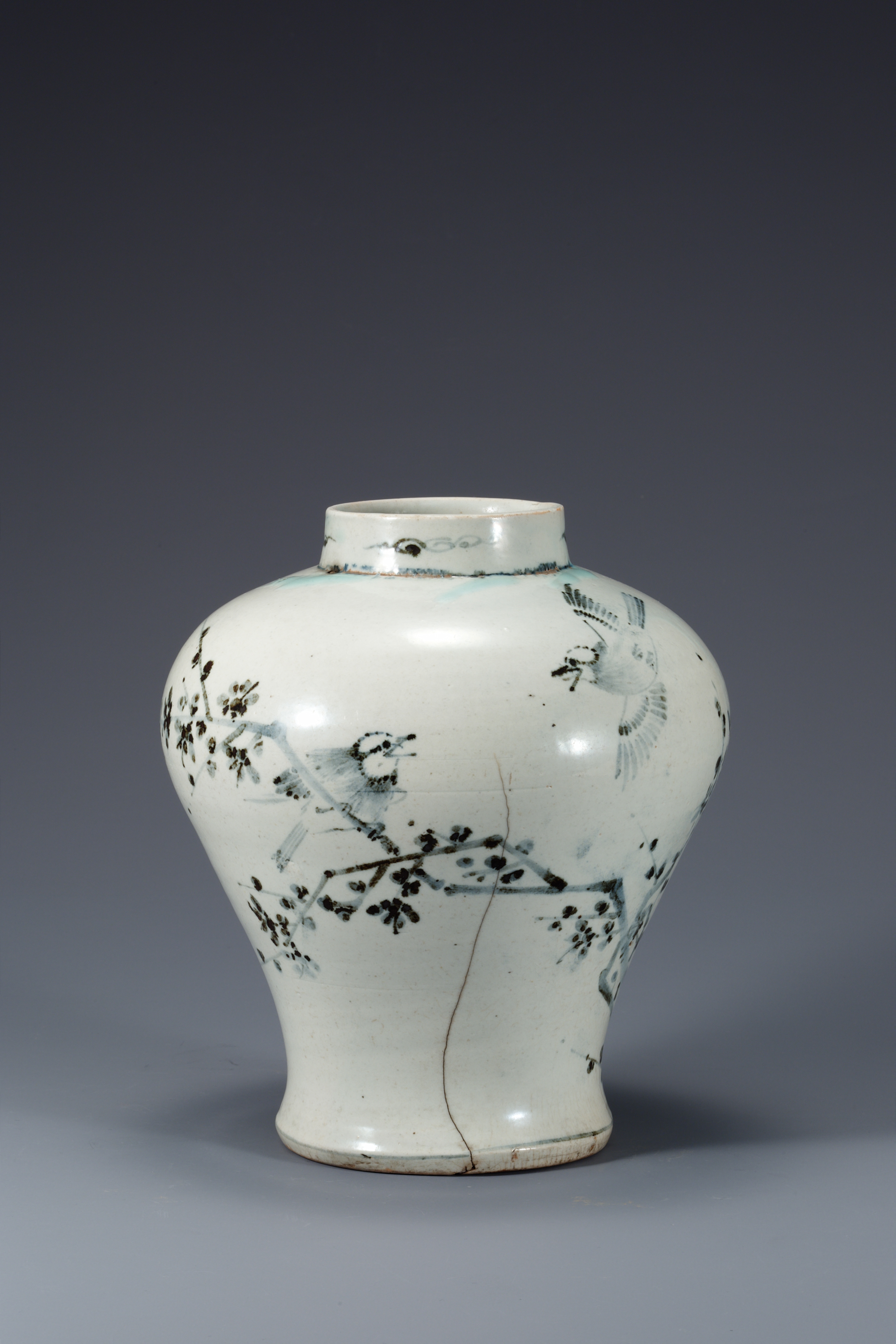
青花白瓷梅鸟纹壶

十六世紀末到十七世紀初，朝鮮經歷了壬辰倭亂、丙子胡亂等戰事的衝擊。陶工被帶往日本、窯場營運資金不足、瓷土供給問題等困難，雖然官窯活動並未終止，但是白瓷的生產確實受到打擊。鐵畫白瓷作為青花白瓷的替代品，在該時期有活躍的發展；粗白瓷（被稱為常砂器）也成為百姓普遍使用的生活器皿。此時期的窯址包括廣州面炭筏里窯、都尺面祥林里窯、草月面仙東里窯、廣州面松亭里窯、實村面柳寺里窯、實村面新岱里窯等。此時出土的圈足，除了陰刻有左右銘文，也有併記干支的作品。
白瓷的釉色變化，在這段時期頗值得注意。十六世紀末到十七世紀前半，因為戰亂影響製作品質，釉色大多為深灰白色。但是在1680年代之後，就變成了純白明亮的雪白釉色。且器型風格方面，開始流行矮胖壺、描繪風格自由的雲龍壺和草花紋壺。加上白瓷明器的出現，代表著朝鮮白瓷新頁的展開。

### 十八世紀至十九世紀前半
十八世紀的朝鮮白瓷，不論是釉色、青花紋樣或是器形曲面，手法之多樣堪稱是最有朝鮮特色的時期。不同於此時中國以艷麗的彩瓷為主，朝鮮仍繼續燒造純白瓷，維持簡樸的儒學信念。十八世紀前半，南終面金沙里窯為主要的窯場。以有留白、圖樣簡素的紋樣為特色，有植物、山水、雲龍、花鳥等。花草文青花特別受到日本人青睞，這類紋樣在日本俗稱「秋草手」。
十八世紀後期，分院移至南終面分院里，此處鄰近漢江，由此可見對材料和製品運送便利性的重視，以及生產量大增的情形。釉色由金沙里的乳白色逐漸轉變為分院裡特有清澈的青白色白瓷，此時其亦為青花白瓷製作最活躍的時期，器種也十分多樣，如長身壺、多角壺、角瓶、祭器壺、硯滴、筆筒等。甚至官方還曾下令禁止民間使用青花，以正侈風。器形和裝飾技法於這段時期表現更多樣，也更自由。不僅出現酒器、煙管、文房具等各種器物，彩繪媒材也開始混用搭配。很有可能是受到明末清初部分輸出的民間瓷器之影響，但是白瓷為主的本質並沒有改變。
十九世紀前半大抵是承襲前人，繼續展現朝鮮特色，各種文具類器物和象徵長生意涵的紋樣特別流行。

### 十九世紀後半到二十世紀初

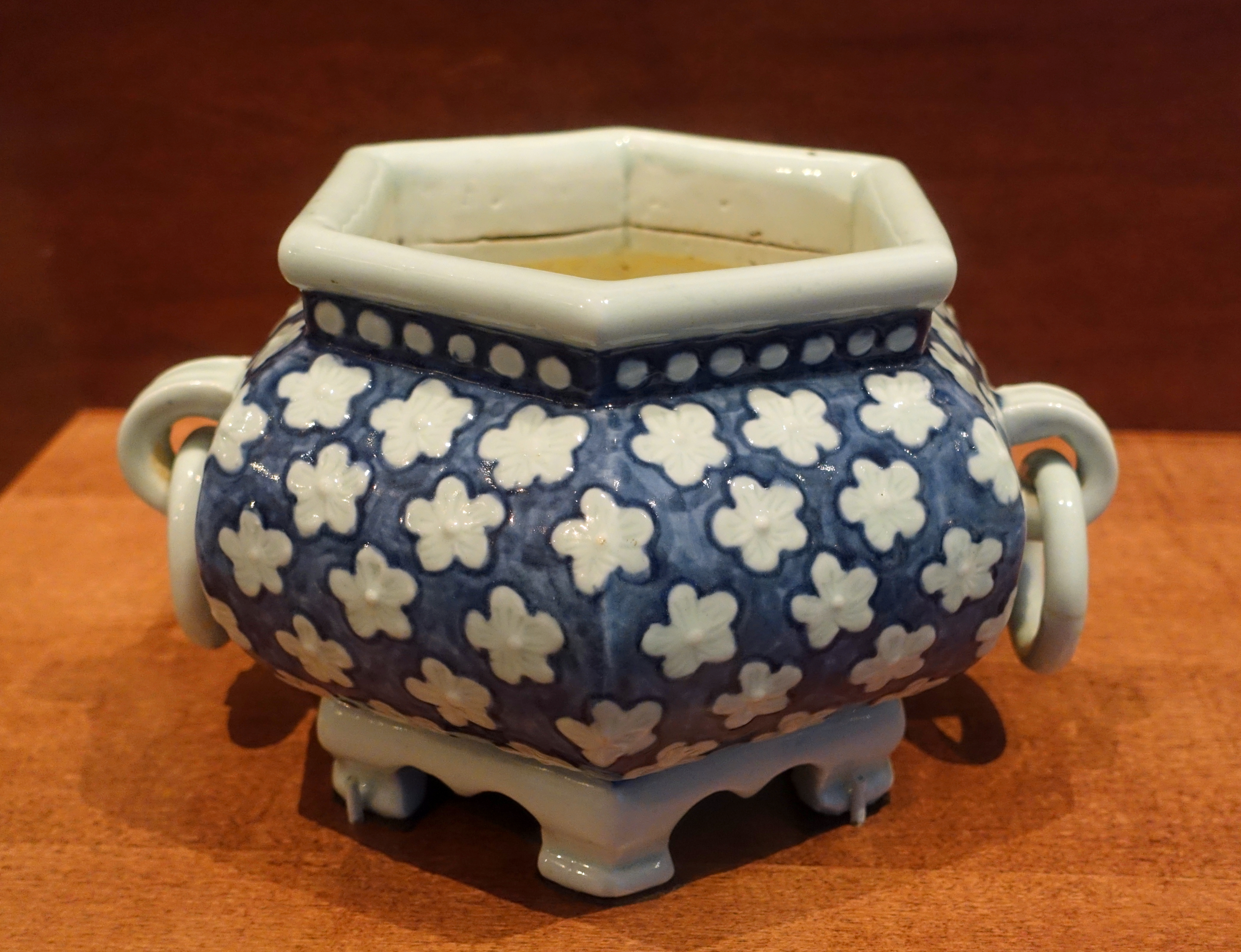
青花白瓷香炉（朝鲜19世纪）

十九世紀後半至二十世紀初朝鮮王朝沒落，過渡到近代社會。此時期朝鮮社會在政治經濟方面混亂，導致多次民亂。興宣大院君頒布的鎖國政策也沒有停止列強的侵略，最終成為日本的殖民地。雖然陶瓷產業在此時期受到巨大打擊，但仍沿襲過去白瓷的傳統，繼續生產。商人投資者的出現，使得私窯的生產規模上升。到了1883年，官窯轉為民營化經營。過去侷限於上層社會的分院產品，逐漸普及到普通百姓。雖然刺激了需求，但為了滿足需求而量產，導致了形狀、紋樣、釉色的品質下滑。近代化的浪潮，加上西方和日本瓷器的大量輸入，分院白瓷便漸漸在世界的洪流之中被淘汰。

## 燒製技術
初期的朝鮮白瓷，基本上是在半陶、半瓷的胎體上飾以化妝土的過度狀態。技術提升之後則是陶車拉胚而成。外型多不對稱，也不刻意修胚。這種自然的美感，是朝鮮白瓷的特色之一。因為朝鮮白瓷的胎土黏性不夠，收縮率也不均，所以朝鮮瓷器較少見大型的器皿，或是需要上下接合的器種。
而朝鮮白瓷的顏色之所以多變，和其使用的胎土有極大的關係。除了中部的宜川之外，朝鮮國內生產的白瓷土強度和耐火度不高，含鐵量也比中日兩國的高。因此會有灰白、雪白、青白等色調出現。也有使用二元組合胎土的紀錄，以改善瓷土的性質。而十七世紀開始，因為國內局勢不穩，影響到瓷器的品質；十九世紀開始大量製造後，品質更是快速下滑。

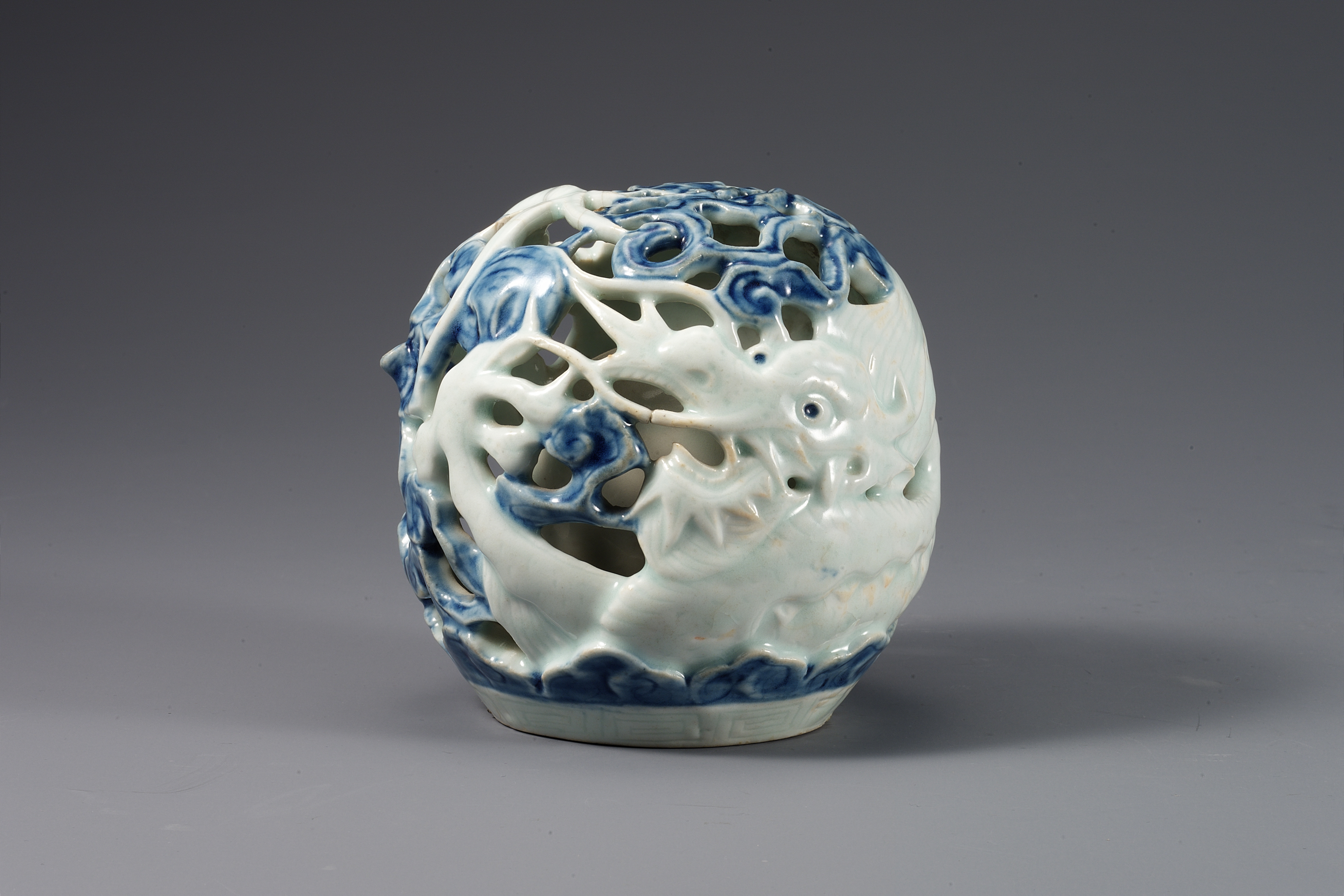
朝鲜白瓷

### 窯
廣州一帶窯址密集，其構造大致雷同。文獻紀載，官窯原則上每十年就要更動一次窯址，以尋找大量木材做為燃料。官窯設在約10到12度傾斜之處，從考古得知常見窯爐的長度達23公尺，寬1.7至2.2公尺。窯床用砂土和廢棄窯具鋪地，以求床面平穩。從這些窯址中出土的白瓷，成形修飾均精巧，釉胎細緻，釉色多呈美麗的雪白色。以細沙作支撐，放進匣鉢仔細的燒烤而成。但並不是全部的窯都燒製上等白瓷。一個窯的周邊會散布幾個其它的窯，有主窯（中心窯）和從屬窯（周邊窯）之分。前者是生產上等的白瓷，後者是中級的白瓷。後者的白瓷，用釉不太細緻，釉色也常呈灰白色，也沒有用匣鉢燒製。

## 种类
因為白瓷器型單純，通常以「浸釉法」的方式施釉。上色方式多為釉下彩，可以分成青花、鐵畫、辰砂。紋樣的繪製，多出於宮廷畫家之手，構圖疏朗、筆力遒勁，藝術價值高。同時也有陽刻、陰刻、透雕、象形的純白瓷，兩者皆展現了朝鮮的獨特風格與韻味。

### 纯白瓷
纯白瓷就是单一颜色的白瓷。韩国学术界有广义和狭义两个定义。广义上的纯白瓷是使用烧制白瓷所必须的胎土和釉料外不使用任何其它材料的白瓷，分为无纹白瓷和有阴刻、阳刻、透刻等纹样的白瓷。狭义上的纯白瓷是器面上未曾施以任何纹样的无纹白瓷，也称“素纹白瓷”。:160-161

### 镶嵌白瓷
镶嵌白瓷是12世纪高丽青瓷镶嵌技法在朝鲜白瓷烧制中得到延续与发展。其技法是在白地瓷胎上阴刻纹样，然后填入赭石粉加以烧制，形成与白地瓷胎鲜明色彩对比的纹样。15世纪后半叶，由于在坯胎上直接描绘纹饰的青花白瓷的兴起，镶嵌白瓷开始断烧。:163-164

### 青花白瓷

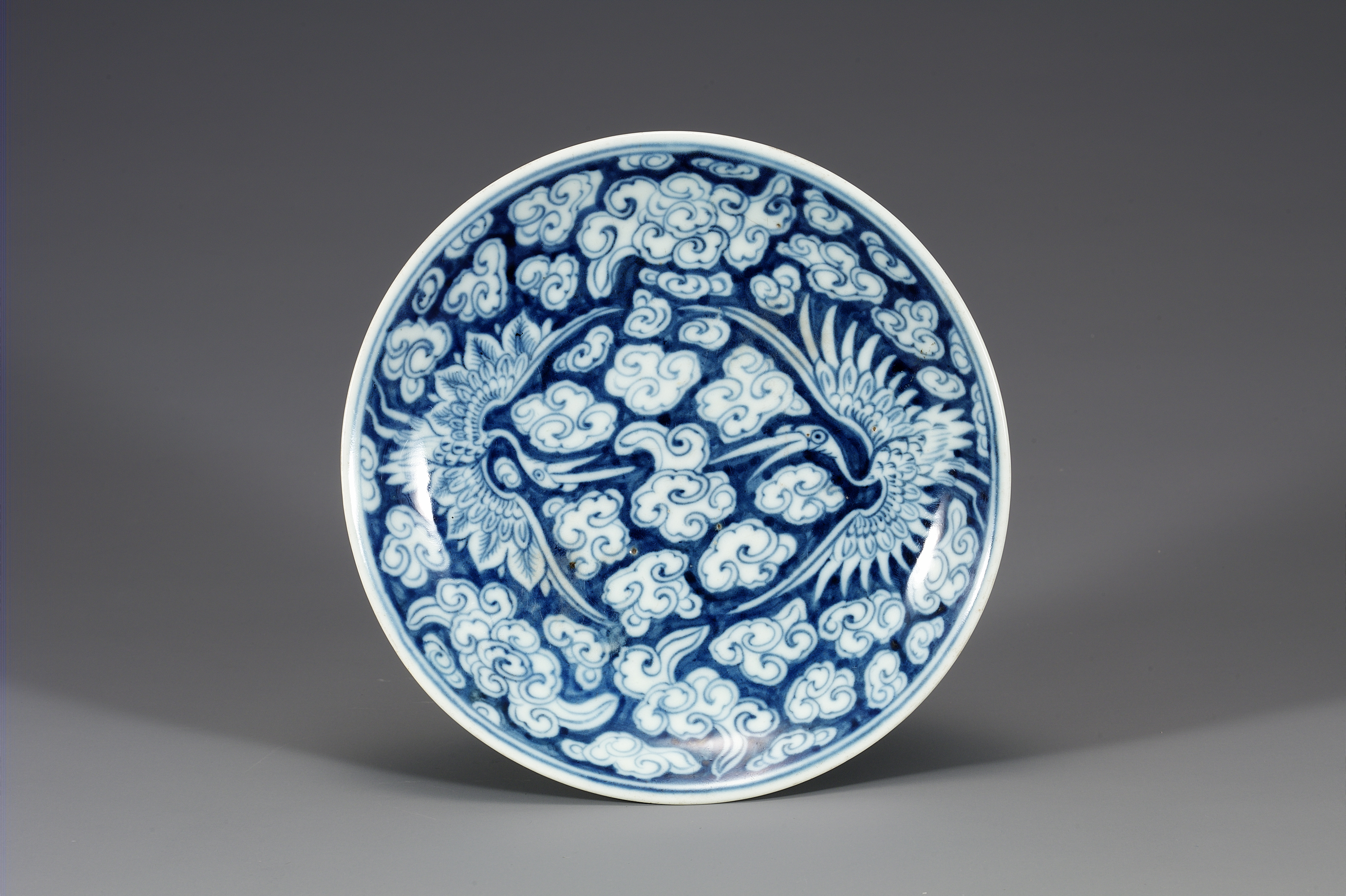
青花白瓷盘子

朝鮮青花白瓷的青色，比明青花淡雅許多，以鈷藍釉為塗料。早期數量稀少，風格模仿明永樂、宣德的青花。十五世紀後半，捨棄繁複的紋路，改為主題突出、留白面積較大、寫意性質較強的紋飾，漸漸形成獨特的風格。十六世紀前半，朝鮮特色持續增長，但圖樣化、仿中國的青花瓷紋飾已不多見。以松竹梅等植物結合鳥類的圖像為主流，少數有圖樣化的雲龍紋、唐草紋，以及具文人抒情意味的葡萄紋和詩句。口沿部分的施紋，也轉變為具朝鮮特色的連珠紋。到了十六世紀後半，畫面結構更顯疏朗，留白面積更大，朝鮮時代中後期流行的菊花紋和草花紋也開始出現。但十七世紀之後，因為鈷料變得難取得，铁画白瓷開始漸漸取代青花白瓷。

### 鐵畫白瓷
用含鐵的原料在白瓷胎上進行繪製，再施以透明釉高溫燒成，古稱石間朱砂器。因為原料相對好取得，據窯址調查，鐵畫白瓷的出現不會晚於十五世紀後期，而在十六、十七世紀達到高峰。

### 辰砂白瓷
古稱朱點沙器或鮮紅沙器，高麗在十二世紀時已出現辰砂青瓷的技法，但朝鮮時代的辰砂白瓷產出較少，且多為民窯所燒製，以簡略灑脫的紋樣為主，如葡萄、蓮花、松鶴、開光山水等。後期分院里窯多是青花與釉裏紅並用，還出現了獨特的釉裏三色（青花、鐵畫、辰砂），具有極強的裝飾性，反映出朝鮮晚期開始追求華美的審美觀。

### 釉下彩地

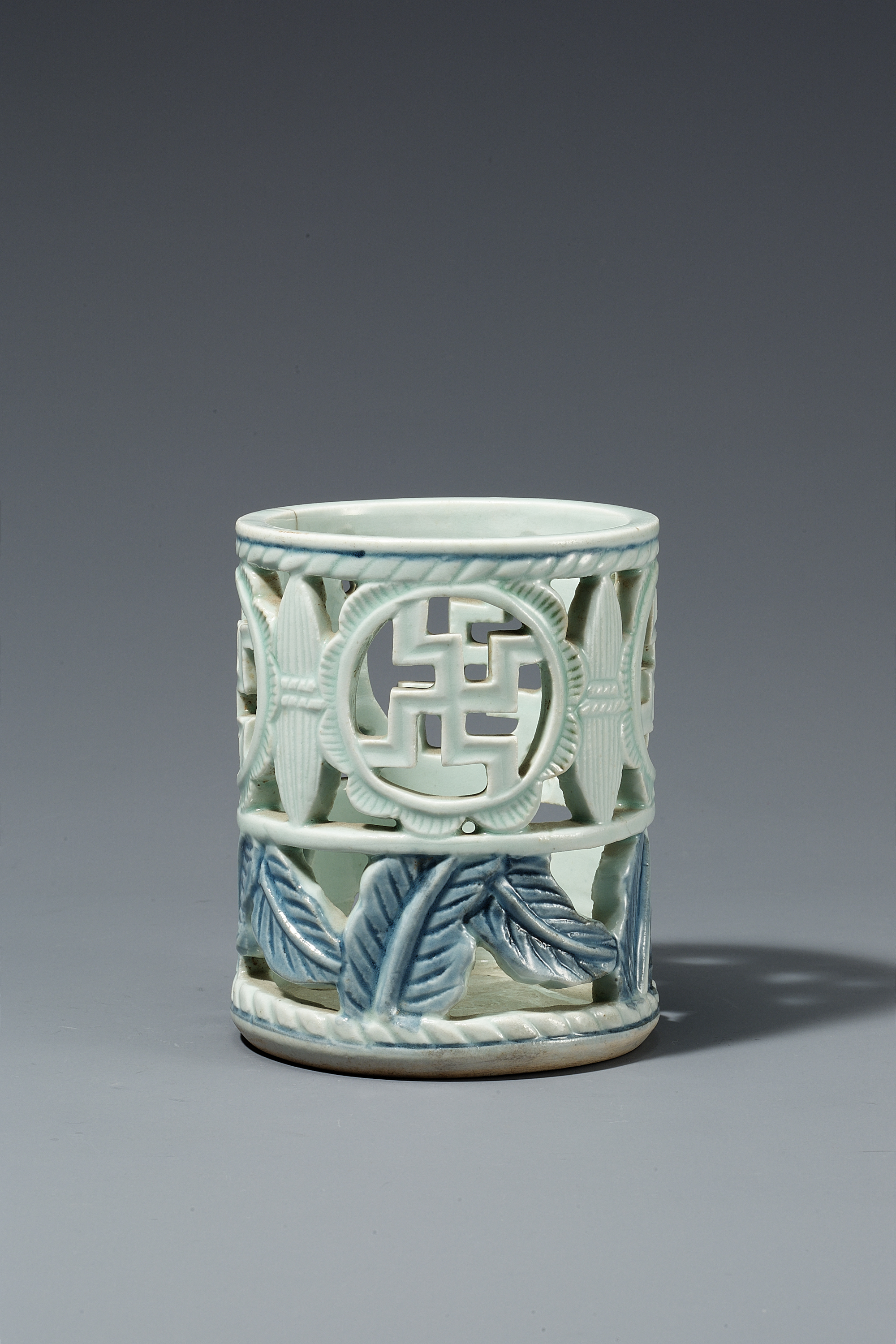
青花白瓷笔筒

用筆刷在白瓷胎上塗上彩料後再上一層透明釉高溫燒製而成，包括藍地、紅地及褐地，類似於單色釉，但色澤不均勻且常留有刷痕。有一說認為，因為此手法在後期分院十分流行，推測可能是受到清朝單色釉瓷的影響，但未燒造成功而出現模仿單色釉效果的作品。

## 知識地位的象徵：書房器具
白瓷製的文房用品，是朝鮮時代的一大特色。雖然中國、日本也有類似的作品，但是並沒有像朝鮮時代如此樣式多變。朝鮮文房用具的開端，可以追溯到十五世紀，盛行於十九世紀。對於當時的人來說，白瓷的文房用具是文化素養和社會地位的象徵。所以當朝廷「兩班」集團擴張，此類白瓷產品的需求也跟著增加。除了一般的用具如水注、硯、筆筒等，考古還發現很多鯉魚型、蛙型和植物樣式的水注，可以猜測在當時極為流行。